# Меришани (Добротешти)
Меришани (рум. Merișani) насеље је у Румунији у округу Телеорман у општини Добротешти. Oпштина се налази на надморској висини од 115 m.

## Становништво
Према подацима из 2002. године у насељу је живело 1412 становника, од којих су сви румунске националности.